# Öjön
Öjön är en sjö i Bergs kommun i Härjedalen och ingår i Ljungans huvudavrinningsområde. Sjön har en area på 2,18 kvadratkilometer och ligger 848,4 meter över havet. Sjön avvattnas av vattendraget Skärkan (Öjönån).

## Delavrinningsområde
Öjön ingår i det delavrinningsområde (697524-134016) som SMHI kallar för Utloppet av Öjön. Medelhöjden är 907 meter över havet och ytan är 14,07 kvadratkilometer. Räknas de 19 avrinningsområdena uppströms in blir den ackumulerade arean 66,56 kvadratkilometer. Skärkan (Öjönån) som avvattnar avrinningsområdet har biflödesordning 2, vilket innebär att vattnet flödar genom totalt 2 vattendrag innan det når havet efter 341 kilometer. Avrinningsområdet består mestadels av skog (24 procent), sankmarker (13 procent) och kalfjäll (42 procent). Avrinningsområdet har 2,28 kvadratkilometer vattenytor vilket ger det en sjöprocent på 16,2 procent.

## Bilder

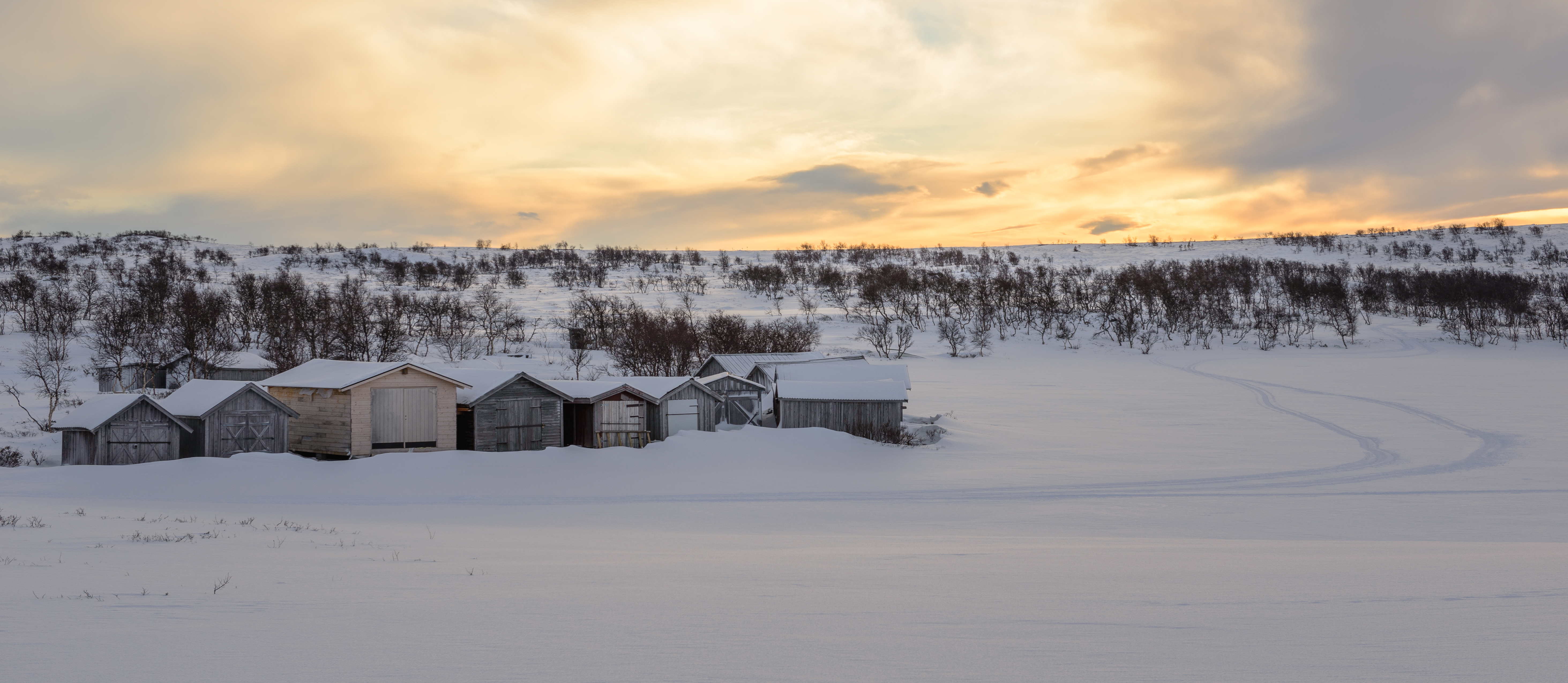
Östra delen av sjön.
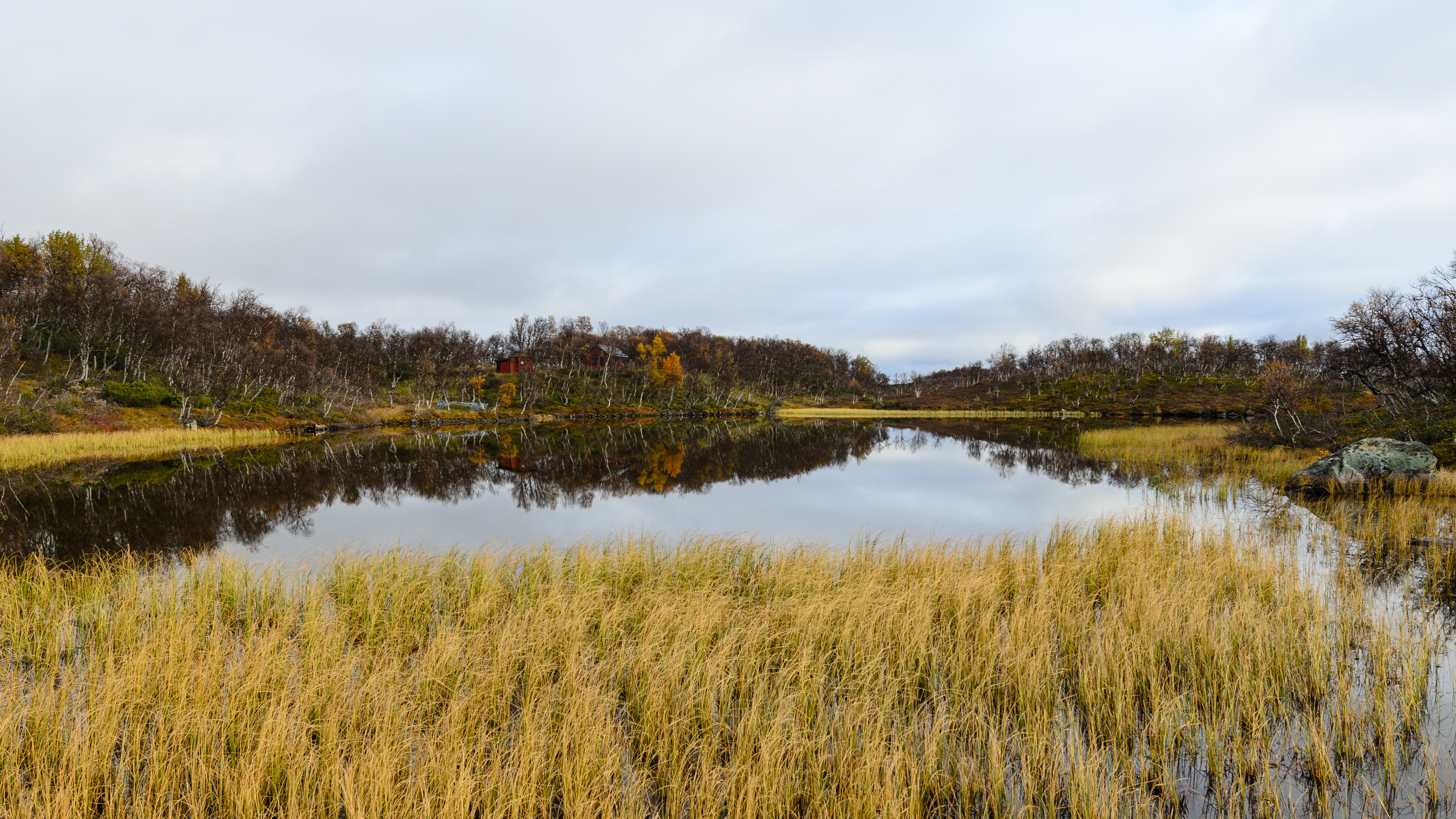
Vik vid sjön.
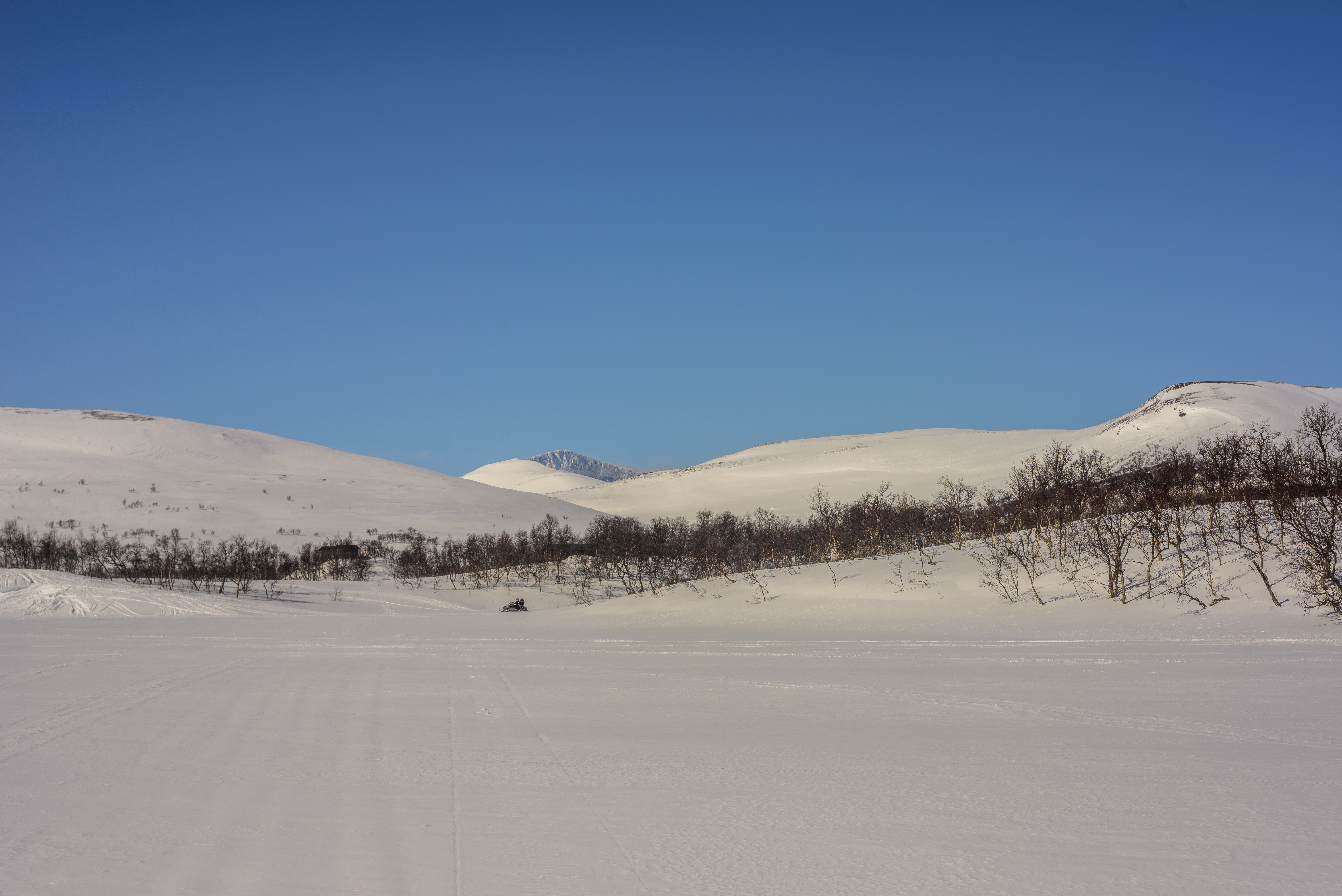
Nordvästra spetsen med Helags i bakgrunden.
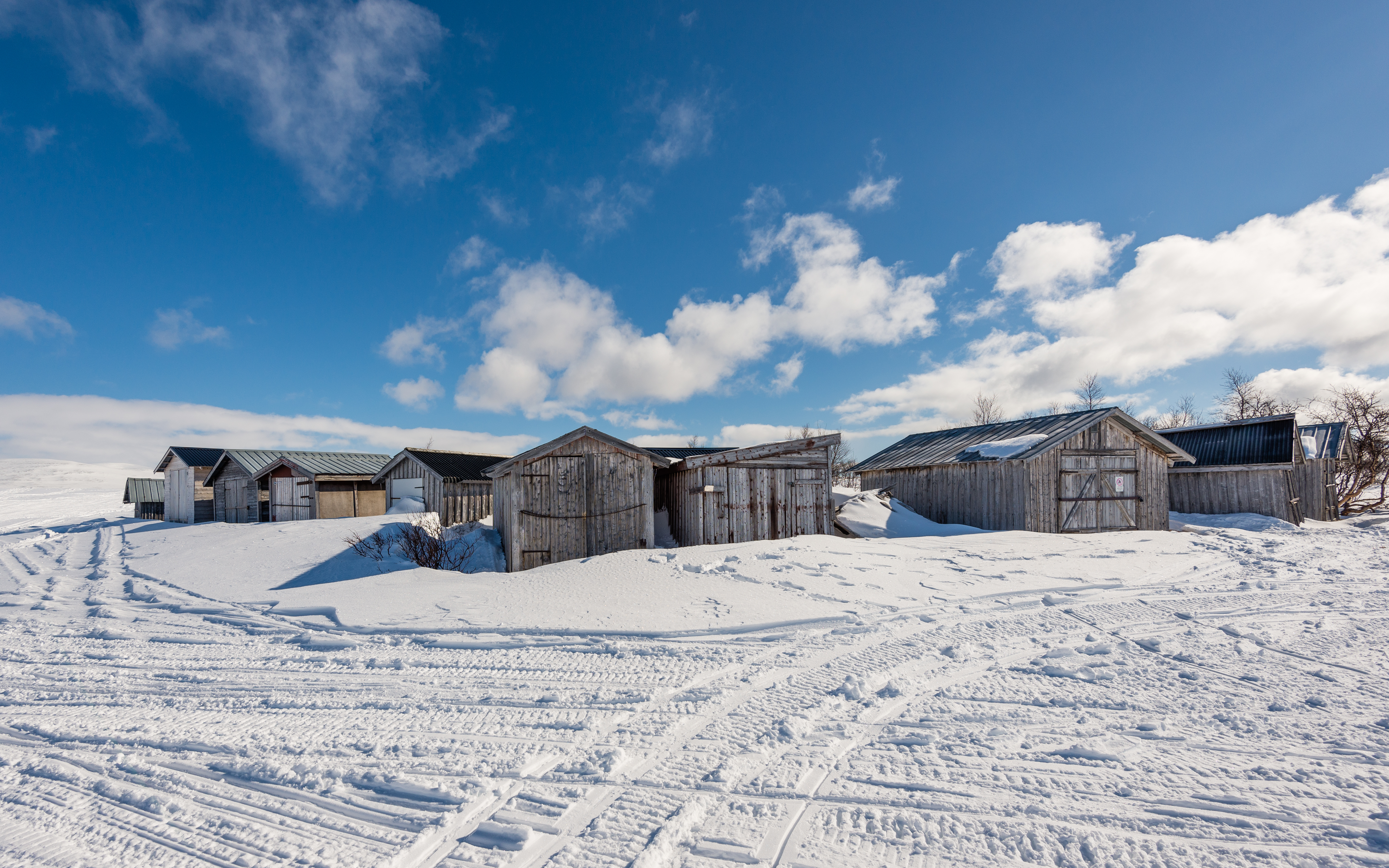
Båthus vid östra delen.